# Husajn Arnus
Husajn Arnus, arab. ‏حُسَيْن عَرنُوس‎ (ur. 1953 w Idlibie) – syryjski polityk, od 2014 minister ds. zasobów wodnych. Premier (Prezes Rady Ministrów) Syrii od 11 czerwca 2020.

## Życiorys
W 1978 ukończył inżynierię cywilną na Uniwersytecie w Aleppo. W latach 1989–1994 był szefem Związku Inżynierów w Idlib. W latach 1992–2002 był dyrektorem Generalnej Kompanii Drogowej, a od 2002 do 2004 wiceministrem transportu. Od 2004 do 2009 pełnił urząd dyrektora generalnego Publicznego Zarządu Transportu Drogowego. W latach 2009–2011 był gubernatorem Dajr az-Zaur, a od 2011 do 2013 Al-Kunajtiry. W latach 2013–2014 zajmował stanowisko ministra ds. robót publicznych i mieszkalnictwa. Od 2014 roku pełni urząd ministra ds. zasobów wodnych.
11 czerwca 2020 został premierem Syrii. 23 września 2024 zastąpił go Muhammad Ghazi al-Dżalali.